# Dusmetia pulex
Dusmetia pulex är en stekelart som först beskrevs av Ruschka 1923.  Dusmetia pulex ingår i släktet Dusmetia och familjen sköldlussteklar. Arten är reproducerande i Sverige. Inga underarter finns listade i Catalogue of Life.